# Yoshie Kasajima
Yoshie Kasajima (笠嶋 由恵, Kasajima Yoshie, 12 mei 1975) is een Japans voormalig voetbalster.

## Carrière

### Clubcarrière
Kasajima speelde voor Shimizudaihachi SC, Urawa Reds en AS Elfen Sayama FC. In 2011 beëindigde zij haar carrière als voetbalster.

### Interlandcarrière
Kasajima maakte op 8 november 1999 haar debuut in het Japans vrouwenvoetbalelftal tijdens een wedstrijd om het Aziatisch kampioenschap 1999 tegen Thailand. Daar stond zij in vijf wedstrijden van Japan opgesteld. Zij nam met het Japans elftal deel aan het Aziatisch kampioenschap 2001. Daar stond zij in vier de wedstrijden van Japan opgesteld en Japan behaalde zilver op de Spelen. Zij nam met het Japans elftal deel aan de Aziatische Spelen 2002. Japan behaalde brons op de Spelen. Ze heeft 24 interlands voor het Japanse vrouwenelftal gespeeld en scoorde daarin vier keer.

## Statistieken
| Japans vrouwenvoetbalelftal | Japans vrouwenvoetbalelftal | Japans vrouwenvoetbalelftal |
| Jaar                        | Wed.                        | Dlp.                        |
| --------------------------- | --------------------------- | --------------------------- |
| 1999                        | 5                           | 1                           |
| 2000                        | 5                           | 0                           |
| 2001                        | 9                           | 2                           |
| 2002                        | 5                           | 1                           |
| Totaal                      | 24                          | 4                           |